# Černej
Priimek Černej je po podatkih Statističnega urada Republike Slovenije 9.374. najbolj pogost priimek v Sloveniji, ki ga je na dan  31. decembra 2008 uporabljalo 35 oseb.

## Znani nosilci priimka
- Anica Černej (1900—1944), pedagoginja, pesnica in pisatelljica
- Anton Černej (1927—1999), strojnik, univ. prof.
- Darko Černej (1906—1990), pravnik in diplomat
- Ludovik Černej (1870—1936), pedagoški pisec